# 30439 Moe
30439 Moe este un asteroid din centura principală de asteroizi.

## Descriere
30439 Moe este un asteroid din centura principală de asteroizi. A fost descoperit pe 21 iunie 2000 la Reedy Creek de John Broughton. El prezintă o orbită caracterizată de o semiaxă mare de 2,48 ua, o excentricitate de 0,12 și o înclinație de 6,2° în raport cu ecliptica.